# Municipio de Washington (condado de Warren, Indiana)
El municipio de Washington (en inglés: Washington Township) es un municipio ubicado en el condado de Warren en el estado estadounidense de Indiana. En el año 2010 tenía una población de 2298 habitantes y una densidad poblacional de 45,49 personas por km².

## Geografía
Según la Oficina del Censo de los Estados Unidos, tiene una superficie total de 50.52 km², de la cual 49.53 km² corresponden a tierra firme y (1.96%) 0.99 km² es agua.

Map of Washington Township

## Demografía
Según el censo de 2010, había 2298 personas residiendo. La densidad de población era de 45,49 hab./km². De los 2298 habitantes, estaba compuesto por el 98.39% blancos, el 0.22% eran afroamericanos, el 0.04% eran amerindios, el 0.52% eran asiáticos, el 0.17% eran isleños del Pacífico, el 0.3% eran de otras razas y el 0.35% pertenecían a dos o más razas. Del total de la población el 0.87% eran hispanos o latinos de cualquier raza.